# Melanchthon-Gymnasium Nürnberg
Das Melanchthon-Gymnasium Nürnberg ist ein humanistisches Gymnasium in Nürnberg. Es geht auf eine von Philipp Melanchthon initiierte Gründung der Reichsstadt Nürnberg 1526 zurück und war eine der führenden Schulen des protestantischen Deutschlands der Frühen Neuzeit; nach der vorübergehenden Schließung des Ernestinums Gotha gilt es als das älteste Gymnasium im deutschsprachigen Raum. Aufgrund ihrer Unterbringung im ehemaligen Nürnberger Egidienkloster war die Schule lange als Aegidianum oder Egidiengymnasium  bekannt; seit 1933 trägt sie den Namen des Schulgründers Melanchthon.
Heute befindet sich die Schule in staatlicher Trägerschaft und liegt im Stadtteil Wöhrd. Als eine der letzten Schulen in Bayern bietet das Gymnasium ausschließlich den humanistischen Zweig an, d. h. Latein als erste, Englisch als zweite und Altgriechisch als dritte Fremdsprache. Das Logo der Schule ist die Eule der Athene sowie die Totenmaske des Schulgründers.

## Geschichte

### Einzug des Humanismus
Da Nürnberg keine Universität besaß, seine Führungsschicht kaufmännisch ausgerichtet war und somit den Humanisten kritisch gegenüberstand, war das geistige Klima der Stadt für die Aufnahme des Humanismus zunächst eher ungünstig. Im Zuge der Ausbildung, zu der die Patriziersöhne ins humanistisch geprägte Italien geschickt wurden, gewannen seine Ideen aber einen immer größeren Einfluss auf die Reichsstadt.
Mit dem Beschluss des Rates im März 1496, eine Poetenschule einzurichten, entstand aufbauend auf den vier Lateinschulen St. Sebald, St. Lorenz, Heilig Geist und St. Egidien eine neue Schule, die sich unabhängig vom kirchlichen Einfluss auf die humanistischen Prinzipien ausrichtete. Zur Leitung der Schule wurde Heinrich Grieninger aus München berufen, der in Italien studiert hatte und gute Kenntnisse der lateinischen, griechischen und auch hebräischen Literatur besaß. Im Jahr 1509 musste die Schule jedoch auf Grund mangelnder Schülerzahlen geschlossen werden, weil inzwischen auf Ratsbeschluss die beiden kirchlichen Schulen St. Sebald und St. Lorenz selbst einen Kurs für Poesie und Oratorie eröffneten, der auf den humanistischen Grundsätzen beruhte.

### Gründung

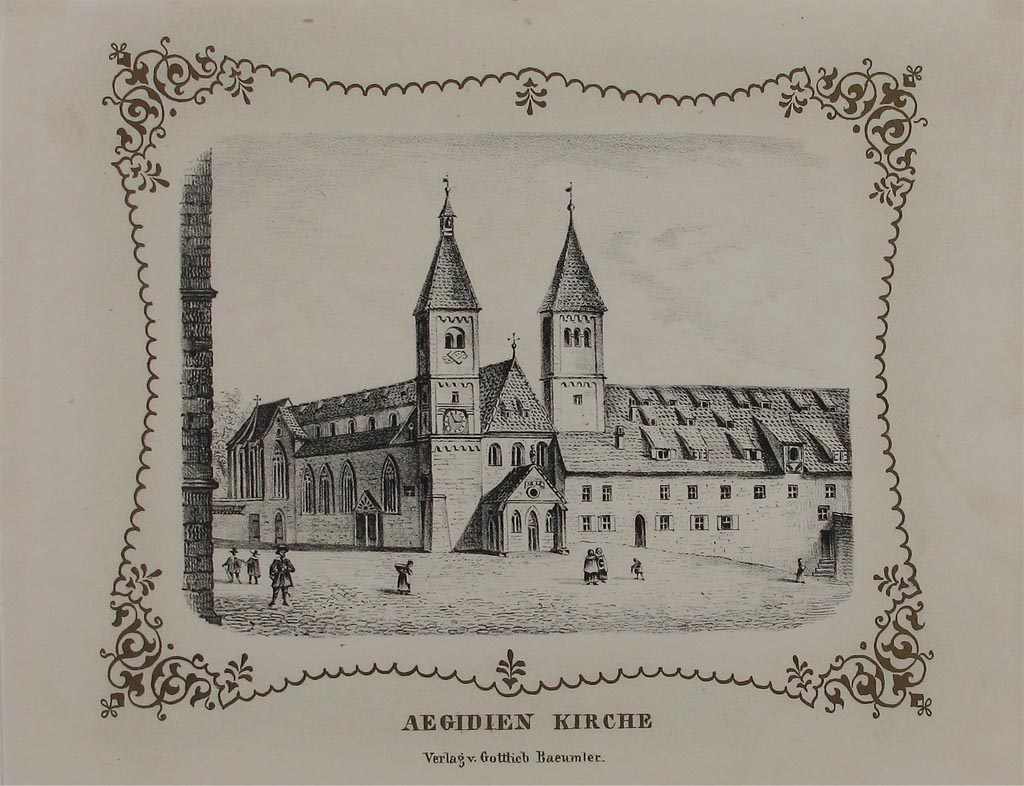
Aegidienkirche und ehemalige Klostergebäude im 16. Jahrhundert, Rekonstruktion von Gottlieb Bäumler (1846)

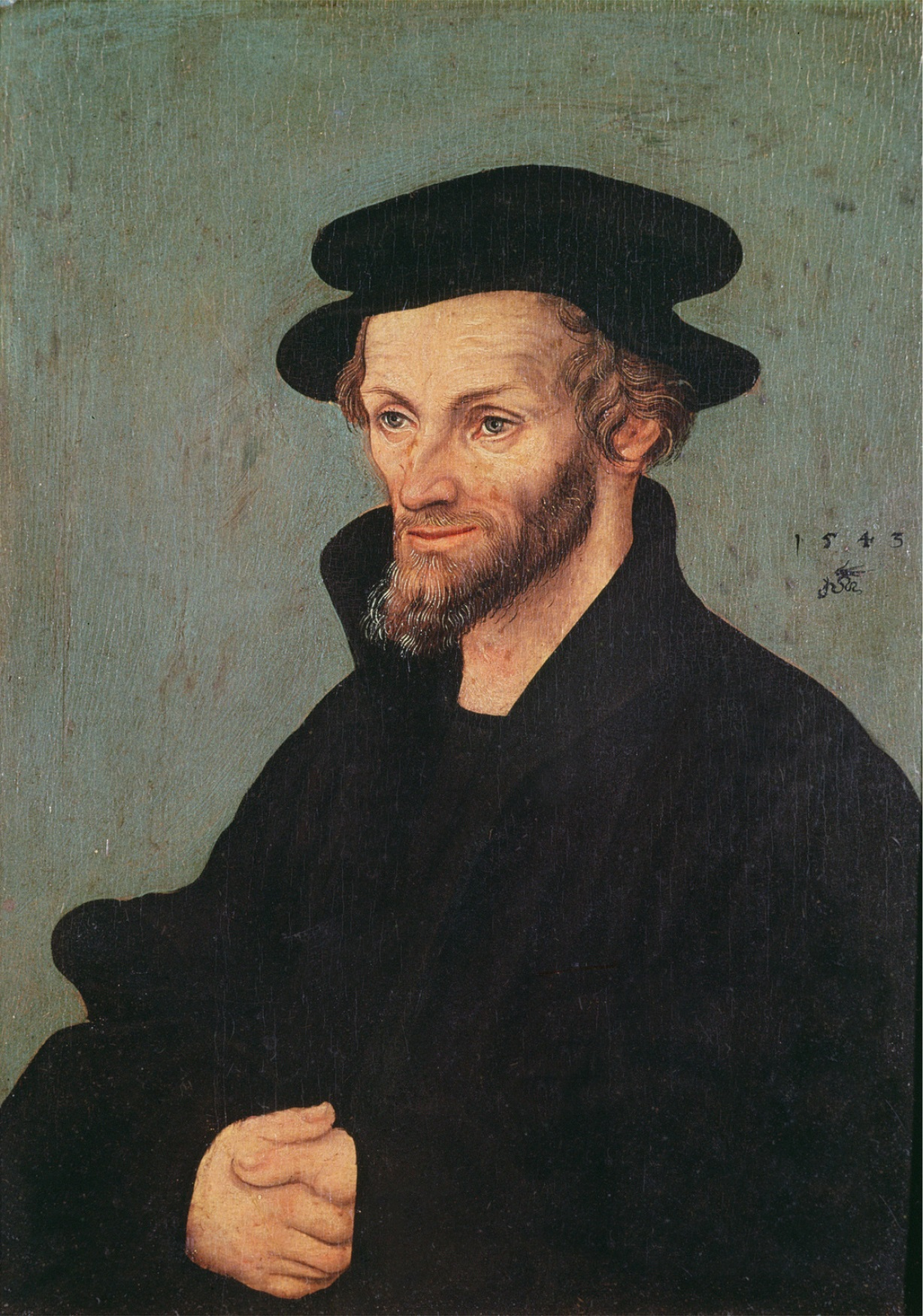
Philipp Melanchthon (1543), Mitbegründer und Namensgeber der Schule

Im August 1518 kam Philipp Melanchthon zum ersten Mal bei einem Besuch des Ratsherren und Humanisten Willibald Pirckheimer, mit dem er in ständigem Briefkontakt sowohl zuvor, als auch danach stand, nach Nürnberg. Mit Hieronymus Baumgartner kehrte 1523 ein junger Patrizier von seinem mehrjährigen Studium aus Wittenberg unter Melanchthon zurück in die Stadt, um Nürnbergs Politik, insbesondere die Kirchen- und Schulpolitik entscheidend mitzugestalten. 1524 veröffentlichte Martin Luther sein Sendschreiben An die Ratsherren aller Städte deutschen Landes, das sie christliche Schulen aufrichten und halten sollen. Nürnberg reagierte als eine der ersten Städte: Auf Grund des Wunsches eine neue höhere Schule als Übergang von der Lateinschule an die Universität einzurichten, beschloss der Rat am 18. Oktober 1524, also noch vor dem offenen Übertritt Nürnbergs zur lutherischen Lehre, Melanchthon für den Schulunterricht in der Stadt zu gewinnen. Diese Übergangsschule sollte zum einen den Lateinschulabgängern gründlichere Kenntnisse der griechischen und lateinischen Literatur verschaffen, die die Professoren an den Universitäten immer wieder bemängelten, zum anderen aber auch den oft noch sehr jungen Studenten ermöglichen nicht im Alter von 13 oder 14 Jahren die Heimatstadt verlassen zu müssen. Mit den Verhandlungen wurde Baumgartner beauftragt, dessen Angebot Melanchthon jedoch ablehnte, da er sich Martin Luther und der Universität Wittenberg zugehörig fühlte.
Im September 1525 ersuchte der Rat Melanchthon erneut, diesmal mit der Bitte, bei der Gründung einer neuen Schule behilflich zu sein. Nach seiner Zusage, die von seinem Landesherren Kurfürst Friedrich dem Weisen bewilligt wurde, kam er im November 1525 mit seinem Freund Joachim Camerarius erneut nach Nürnberg. Diesen hatte er als Rektor der neuen Schule vorgesehen und besprach mit ihm und dem Rat den Lehrplan und machte sich reich beschenkt auf die Suche neue Lehrer für die Schule zu gewinnen. Neben der Leitung der Schule übernahm Joachim Camerarius das Griechisch-Lehramt, Helius Eobanus Hessus die Lehre der römischen Dichterliteratur, Michael Roting die Schulung in der lateinischen Rhetorik und Dialektik, sowie Johannes Schöner die Lehre der Mathematik. Melanchthon berechnete mit Schöner den günstigsten Zeitpunkt für die Gründung des Gymnasiums mit astrologischen Methoden.
Am 22. Mai 1526 wurden alle Bürger über die Einrichtung einer neuen Schule informiert. Sie wurde im ehemaligen Kloster am Egidienberg untergebracht, dessen Schottenmönche 1525 ausgezogen waren und in dem auch schon die Lateinschule St. Egedien ihren Sitz hatte. Der Rat forderte die Bürger auf, begabte Kinder auf Kosten der Stadt dorthin zu schicken. Somit wurde die sogenannte „Obere Schule“, „Hohe Schule“ oder „Patrizierschule“ als erste Schule Deutschlands nach den humanistischen Prinzipien Philipp Melanchthons eingerichtet, der deren Studienordnung mit den neu eingeführten Fächern Griechisch und Mathematik entworfen hatte. Auf Einladung des Rates kam Melanchthon am 23. Mai 1526 ein drittes Mal nach Nürnberg und eröffnete dort mit einer lateinischen Rede die Obere Schule bei St. Egidien.

„Denn für die Städte sind nicht die Bollwerke oder Mauern zuverlässige Schutzwälle, sondern die Bürger, die sich durch Bildung, Klugheit und andere gute Eigenschaften auszeichnen. Die Spartaner sagen, die Mauern müssten aus Eisen, nicht aus Stein sein. Ich aber bin der Meinung, dass eine Stadt nicht so sehr durch Waffen als durch Klugheit, Besonnenheit und Frömmigkeit verteidigt werden sollte…“

Der Betrieb litt nach einigen Jahren darunter, dass Hesse 1533 nach Erfurt ging und Camerarius 1535 nach Tübingen. Der Restbetrieb bestand in je einer Stunde Mathematik durch Johannes Schöner und Griechisch durch Michael Roting pro Tag, nach Schöners Rücktritt aus Krankheitsgründen übernahm Joachim Heller die Mathematik. 1552 kam Melanchthon erneut in die Stadt und hielt im Auditorium der Oberen Schule 30 Vorlesungen.
Die bisherige Egidienschule wurde als Trivialschule (Lateinschule) weitergeführt, die den Zugang zur Oberen Schule eröffnete.

### Verlegung nach Altdorf

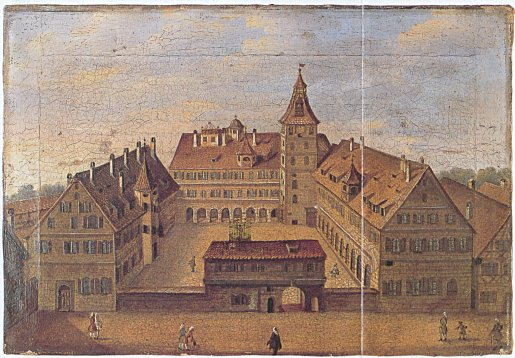
Die Universität Altdorf im Jahr 1714 (hinten das Kollegiumsgebäude (1575 errichtet), links der Ostflügel (1582), vorne das Torhaus (1583))

Nach einem Schreiben des Gründungsrektors Joachim Camerarius im Jahr 1565 an den Rat, in dem er die Verlegung des Gymnasiums St. Egidien an einen Standort in der Nähe von Nürnberg vorschlug, entschied sich eine Delegation des Nürnberger Rates für Altdorf bei Nürnberg.
Die Grundsteinlegung des Kollegiengebäudes, dessen Finanzierung durch Spenden von Nürnberger Patriziern sichergestellt wurde, erfolgte am 30. September 1571. Im Gegenzug erhielten die Spender ein Wohnrecht für ihre studierenden Söhne. Am 29. Juni 1575 wurde das Egidien-Gymnasium unter dem Namen „Nürnberger Landschule“ somit in Altdorf eingeweiht, wo die Ablenkung für die Schüler nicht so groß war. 1578 wurde die Schule zur Akademie erhoben. Die Verleihung dieses Titels hatten Nürnberger Vertreter am kaiserlichen Hof in Prag erreicht. In den darauffolgenden Jahren wurde der Ostflügel mit dem größten Hörsaal (1582) sowie das Torhaus mit einem Buchladen und der Wohnung des Pedells (1583) errichtet.
1622 wurde die Akademie durch kaiserliches Privileg zur Universität Altdorf erhoben und der Lehrbetrieb zwischen der Schule und der Universität getrennt. Für die Schule wurde erstmals der Begriff Gymnasium verwandt. Gleichzeitig war in Nürnberg eine schola privatae entstanden, die sich an den humanistischen Ideen orientierte und in Konkurrenz zur jetzt Gymnasium genannten ehemaligen Landschule in Altdorf trat. Dessen Bedeutung und die Schuldisziplin verfielen.

### Zurückverlegung nach Nürnberg

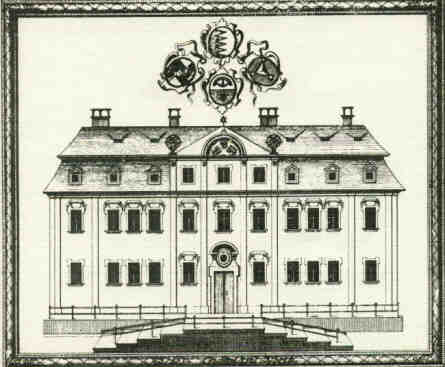
Frontansicht 1733

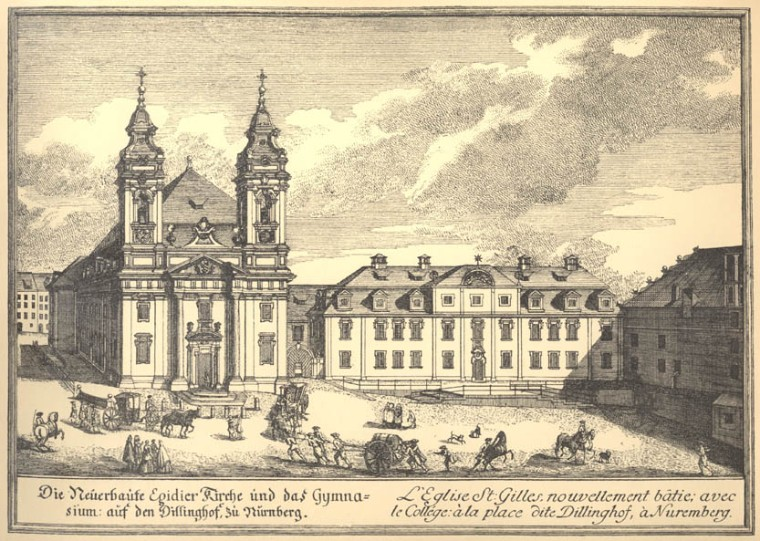
Gymnasium mit der 1711 neuerbauten Egidienkirche. Kupferstich von Johann Adam Delsenbach.

1633 wurde das Gymnasium aus Altdorf nach Nürnberg zurückverlegt und mit der dortigen Schola privata vereinigt. Das „Gymnasium Aegidianum“ nutzte wieder die Bauten des ehemaligen Egidien-Klosters. 1639 bis 1642 erfolgte unter der Ägide Johann Michael Dilherrs der Anbau des sogenannten auditorium magnum oder auditorium publicum egidianum , in dem neben dem Unterricht auch Vorlesungen nach Art der Universitäten angeboten wurden. Auch Theateraufführungen in diesem auditorium gehörten zum Schulleben; Johann Klaj verfasste Stücke eigens für diesen Zweck. Nach der Zerstörung des Schulgebäudes durch einen Brand im Jahre 1696 zog die Schule 1699 in den Neubau am Egidienplatz 10.
Die Schule legte in der zweiten Hälfte des 17. Jahrhunderts in besonderem Maße Wert auf einen zeitgemäßen Bildungskanon und war für die modernen belles lettres aufgeschlossen: Unterricht in der Landessprache, im Briefstil und Poesie gehörten zum Kanon. Samuel Faber entfaltete hier von 1690 bis 1716 Einfluss. Gleichzeitig – hier war die Verbindung zur Sternwarte gegeben – kam moderne Mathematik und Naturwissenschaft in den Unterricht.
Berühmte Schüler in dieser Zeit waren u. a. Johann Christoph Arnschwanger (1625–1690), Nicolaus Hieronymus Gundlingius (1671–1729), Peter Kolb (1675–1726), Johann Gabriel Doppelmayr (1677–1750), späterer Mathematikdozent am Gymnasium, Johann Friedrich Riederer (1678–1734), Johann Leonhard Rost (1688–1727). Für das 17. Jahrhundert gilt die Schule als eine der führenden im protestantischen Deutschland.

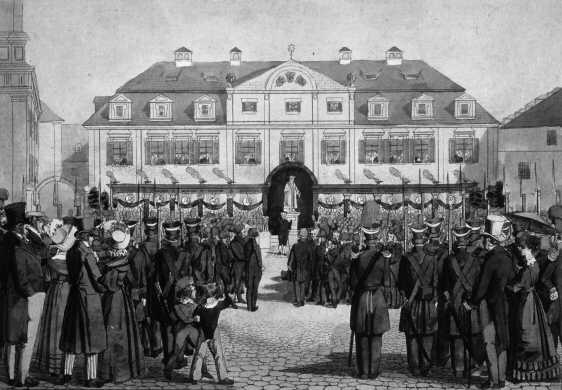
Enthüllung der Melanchthon-Statue anlässlich der 300-Jahr-Feier am 23. Mai 1826.

Als die Reichsstadt Nürnberg in das Königreich Bayern eingegliedert wurde, wurde das Egidiengymnasium 1808 verstaatlicht. Als Rektor amtierte 1808 bis 1816 der später weltberühmte Philosoph Georg Wilhelm Friedrich Hegel,  der das Gymnasium 1810 im Zuge der großen humanistischen Erneuerung des 19. Jahrhunderts reformierte.
1874 fasste man Lateinschule und Gymnasium zu einem neunklassigen humanistischen Gymnasium zusammen. Aufgrund der gestiegenen Schülerzahlen wurde das Gymnasium 1889 in ein Königliches Altes Gymnasium (heute: Melanchthon-Gymnasium) und ein Königliches Neues Gymnasium aufgeteilt.

### Umzug an die Sulzbacher Straße

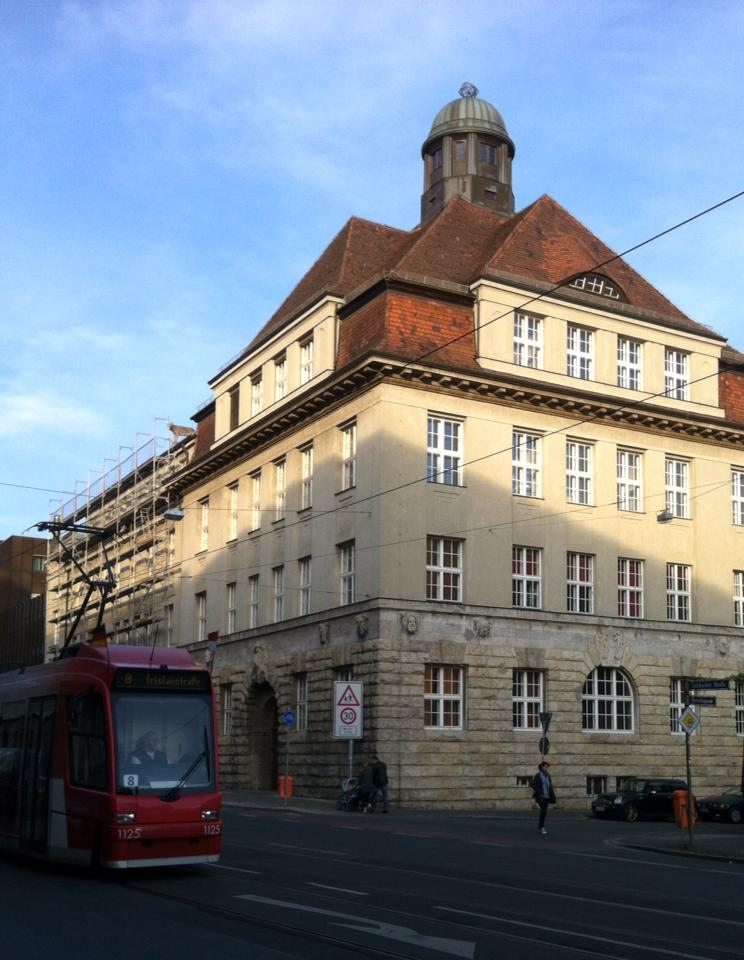
Das Schulgebäude Anfang Mai 2014 von Nordwesten fotografiert, auf dem Dach die Sternwarte und mit vorbeifahrender Straßenbahn.

1911 siedelte das Alte Gymnasium auf Grund extremer Raumnot in einen Jugendstilneubau an der Sulzbacher Straße um, dessen Bau 1908 vom Bayerischen Staat genehmigt wurde. Den Baugrund hatte die Stadt zuvor 1905 von der Merkelschen Familie geerbt und 1909 an einen Vertreter des Bayerischen Staates zum Bau eines neuen Gymnasiums für 280.000 Mark verkauft. Die ursprünglichen historischen Gebäude des Aegidianums sind heute Teil des Willstätter-Gymnasiums. 1925 besuchten die ersten Mädchen die Schule. 1933 wurde das Alte Gymnasium in „Melanchthon-Gymnasium“ umbenannt.

### Nach dem Zweiten Weltkrieg
Zwischen 1946 und 1959 beheimatete das Melanchthon-Gymnasium auch die Oberrealschule an der Wölckernstraße (heute: Martin-Behaim-Gymnasium), deren Schulgebäude bei einem Luftangriff am 2. Januar 1945 völlig zerstört worden war. Durch die vorübergehende Schließung des 1524 gegründeten Ernestinum Gotha von 1947 bis 1991, gilt das Melanchthon-Gymnasium seit 1949 als das älteste Gymnasium im deutschsprachigen Raum.
Im Jahre 1976 feierte das Gymnasium sein 450-jähriges Gründungsjubiläum. In den 1970er Jahren wurde das Schulgebäude um einen modernen Anbau und eine doppelstöckige Turnhalle erweitert. Während der Generation des Baby-Booms wurden auch Gebäude aus der Umgebung angemietet. Teilweise wurden Räume aus einem Anbau der benachbarten Zentrale des Bayerischen Roten Kreuzes benutzt. 2007 wurde auf dem Grundstück des Melanchthon-Gymnasiums ein Neubau für die Ganztagesbetreuung errichtet. Es entstand ein dreigeschossiger Neubau in Massivbauweise mit einem Foyer, zwei Medienwerkstätten und fünf Gruppenräumen zur Freizeitgestaltung. Die neuen Flächen sollten im Rahmen des achtjährigen Gymnasiums (verkürzter Bildungsgang – G8) genutzt werden und den wachsenden Schülerzahlen Rechnung tragen. Ein Markenzeichen der Schule ist ein alter Straßenbahnwagen der VAG, der im Schulhof abgestellt wurde und als Schülercafe dient. Als Besonderheit bietet die Schule für alle Schüler der 10. Klasse eine Studienreise nach Griechenland an. Die Schule verfügt ferner über ein Schulorchester, einen Kammerchor und einen großen Chor sowie eine Big Band und ein Vokalensemble. Heute unterrichten an der Schule 67 Lehrer.
Die Kirchengemeinde St. Egidien veranstaltet in Kooperation mit dem Melanchthon-Gymnasium seit 2016 jährliche Bildungsreden für die Stadt, auf dem Weg zum 500-jährigen Gründungsjubiläum der Schule im Jahr 2026 und im Anschluss an die Gründungsrede Philipp Melanchthons am 23. Mai 1526.

### Sanierung des Schulhofs
Bis 2022 erfolgte eine umfassende Sanierung des Schulhofs. Dabei wurden unter anderem der Hof begradigt, ein neuer Fußball- und Basketballplatz eingerichtet sowie neue Sitzgelegenheiten rund um das Straßenbahncafe eingerichtet.

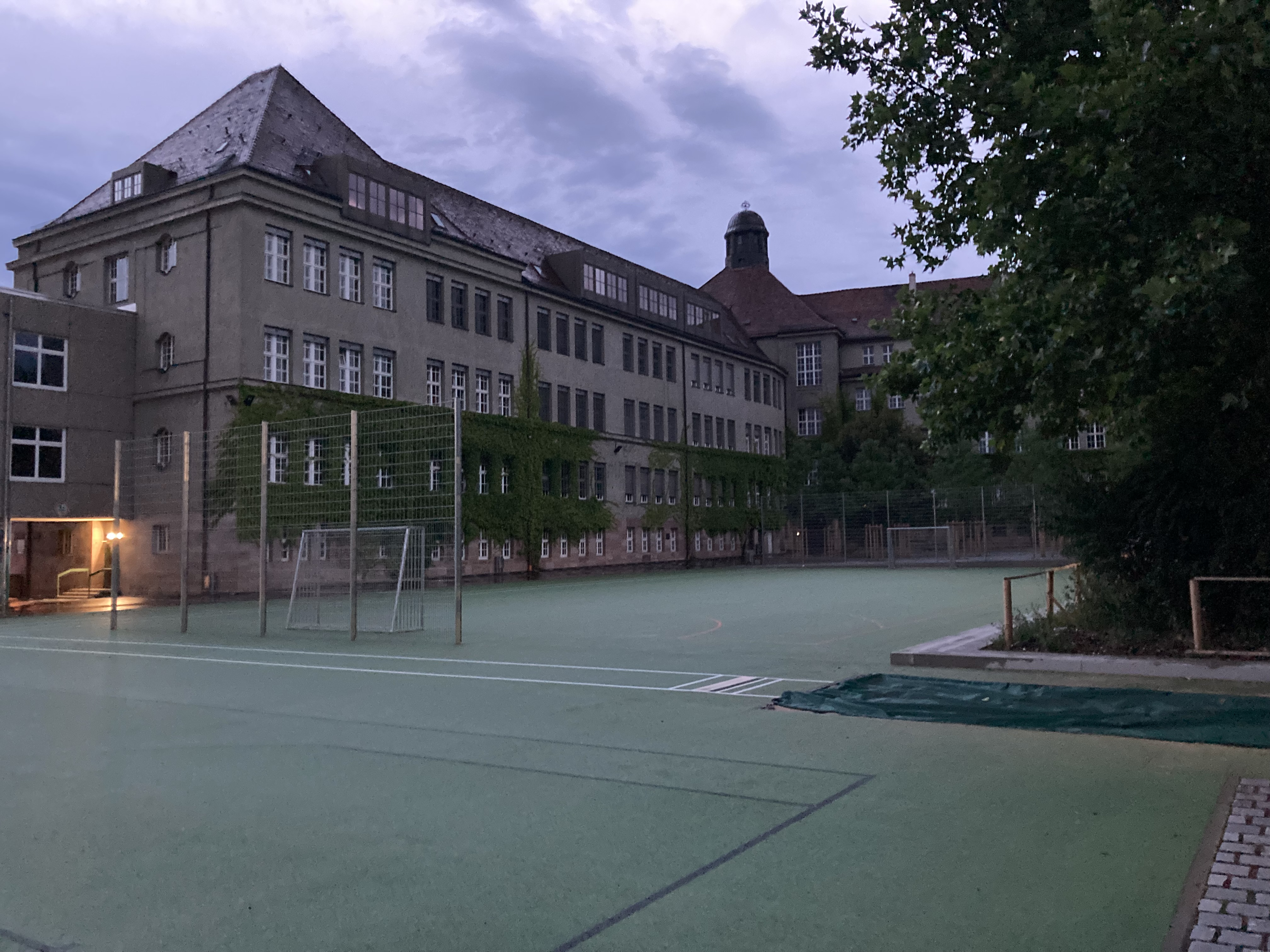
Weitsprunganlage und Fußballplatz von Südosten
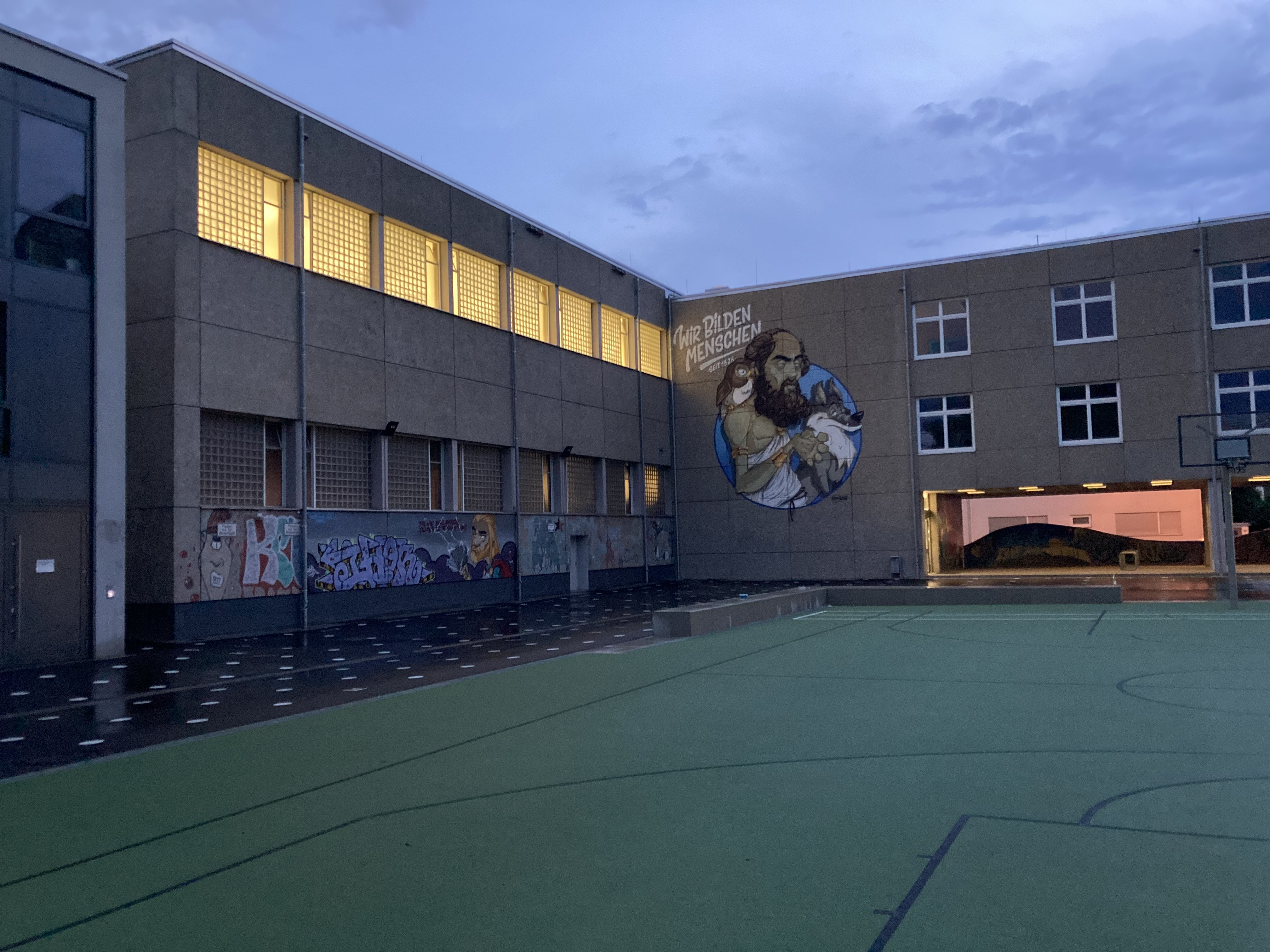
Turnhalle mit Basketballplatz
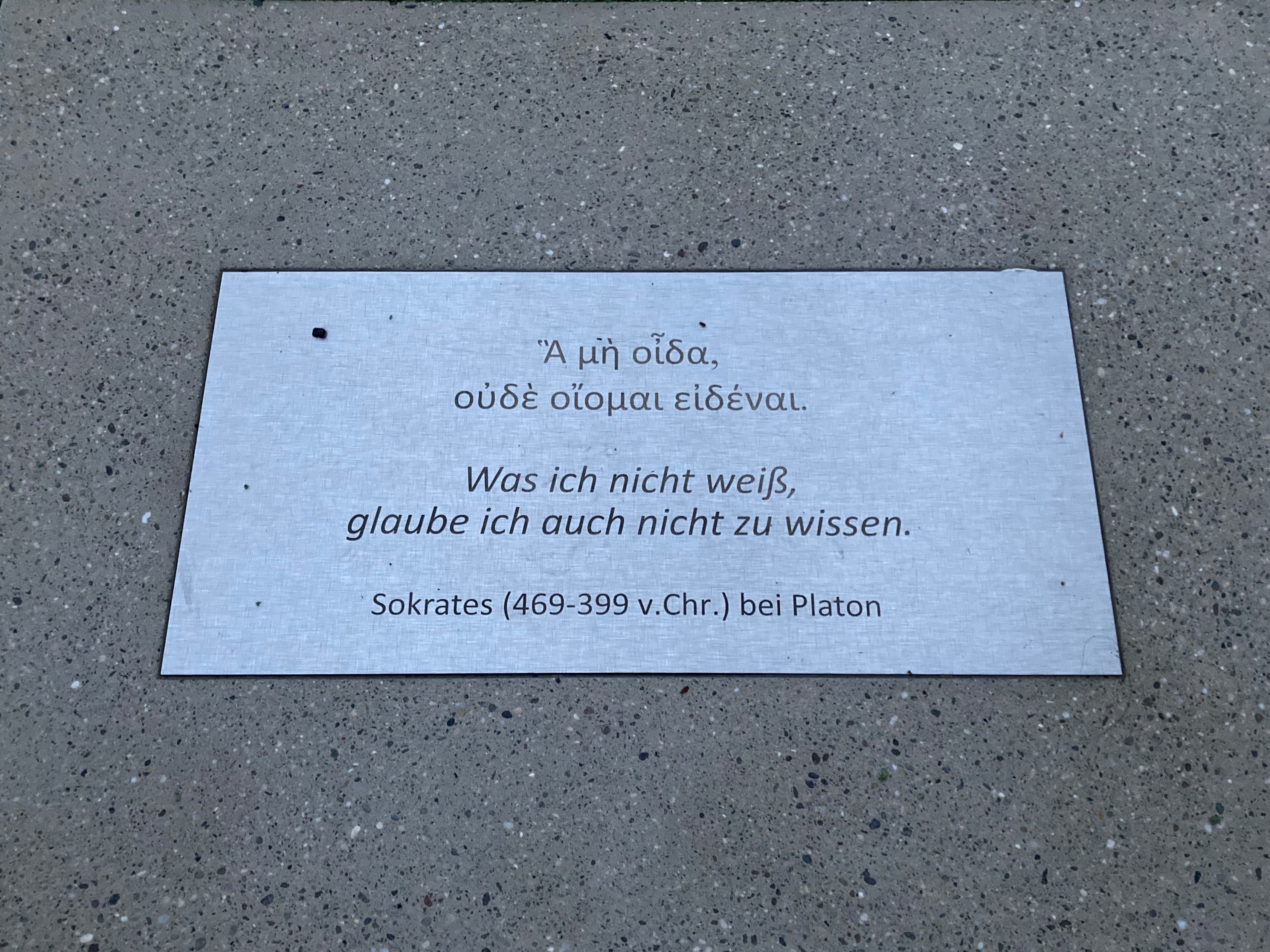
Sokrates-Zitat
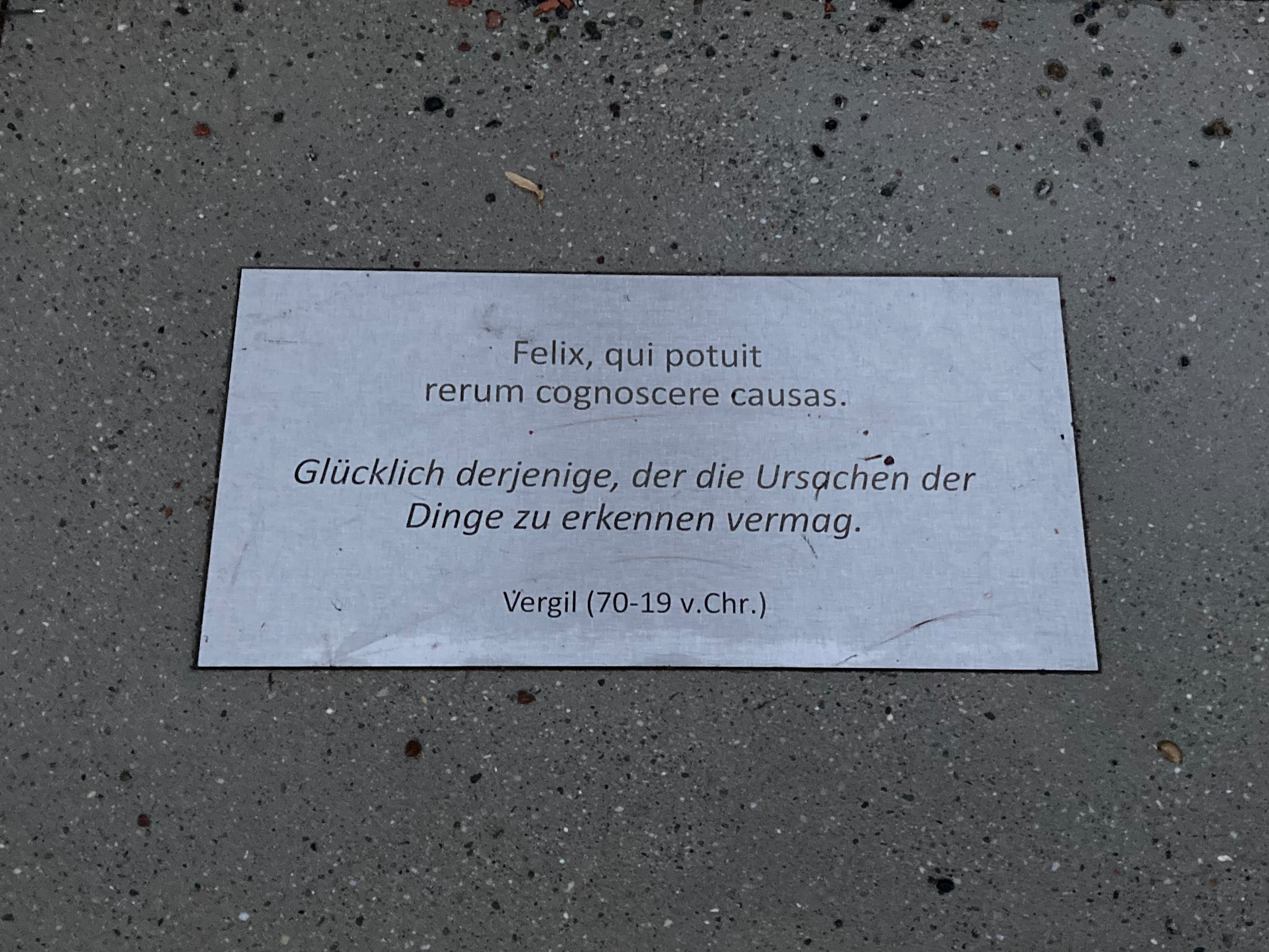
Vergil-Zitat
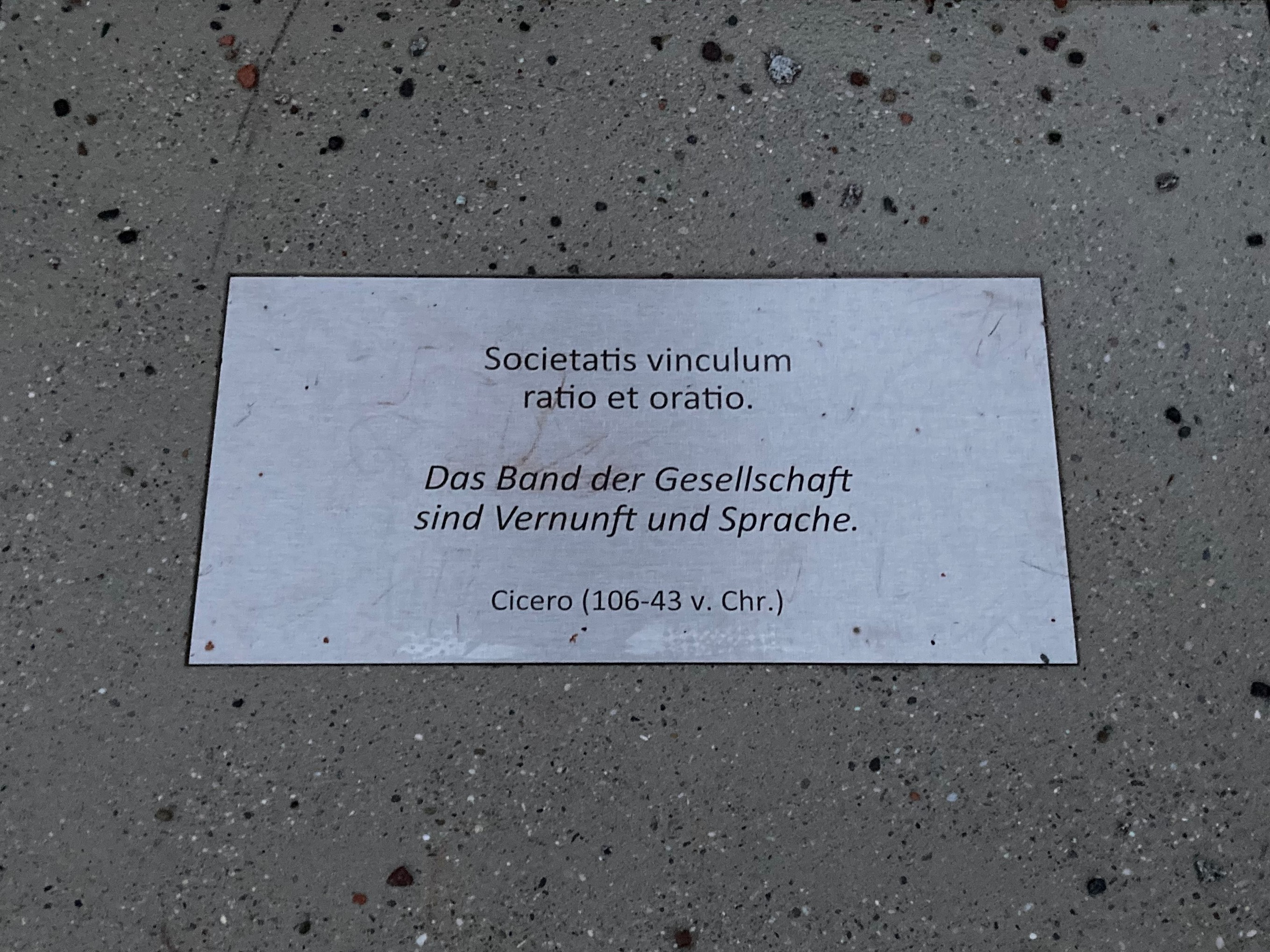
Cicero-Zitat
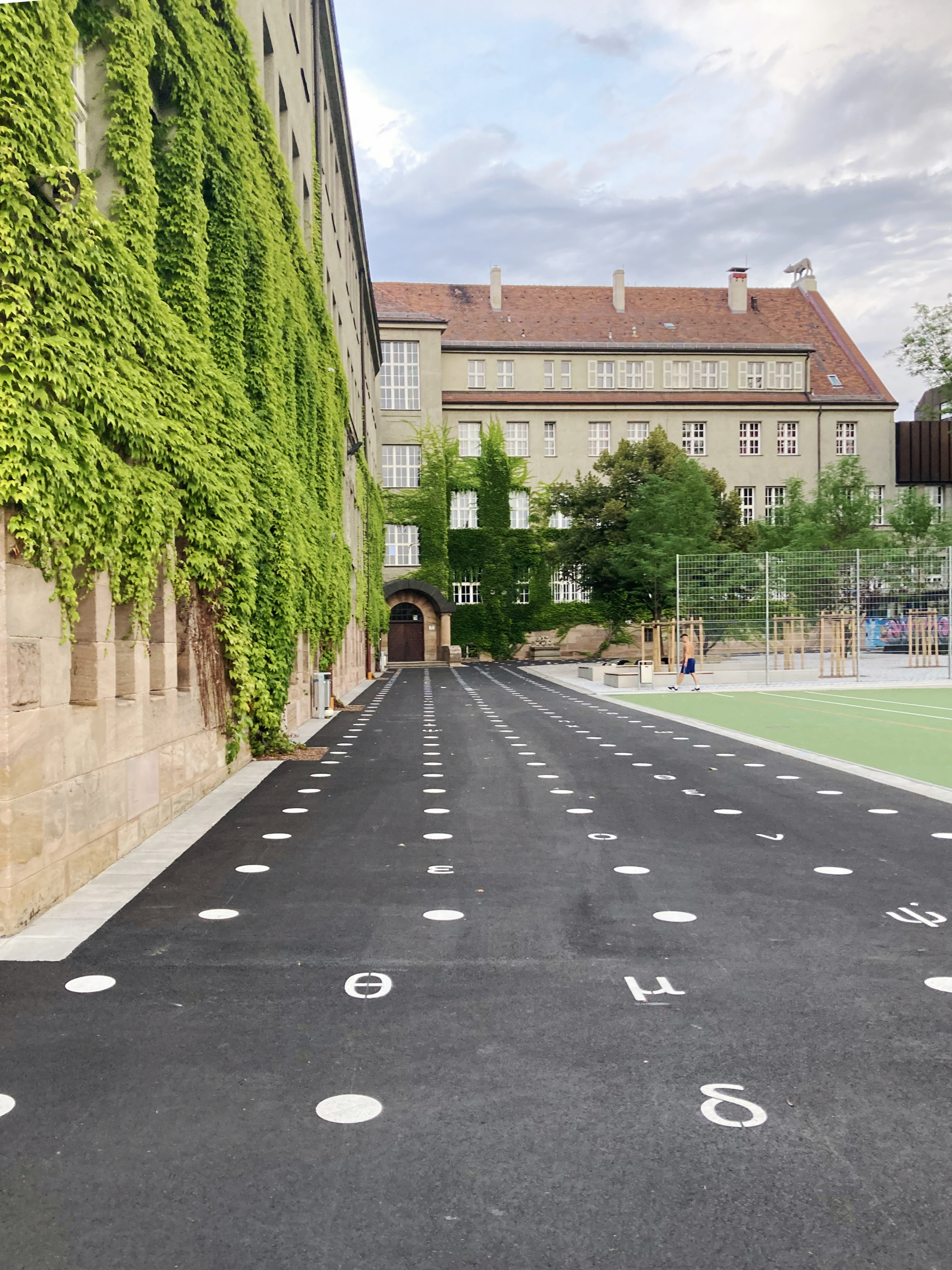
Schulhaus von Süden
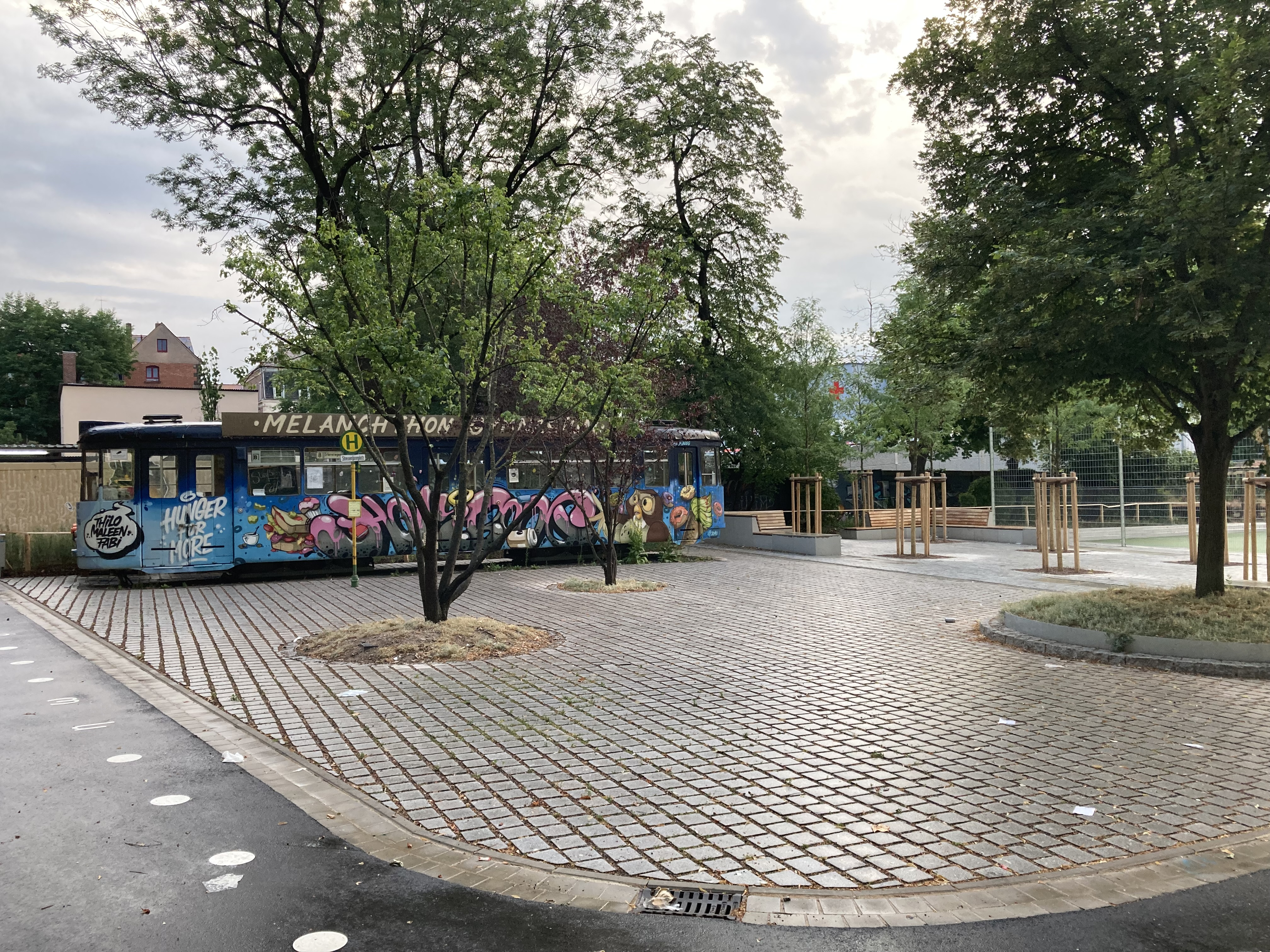
Bereich um das Straßenbahncafe
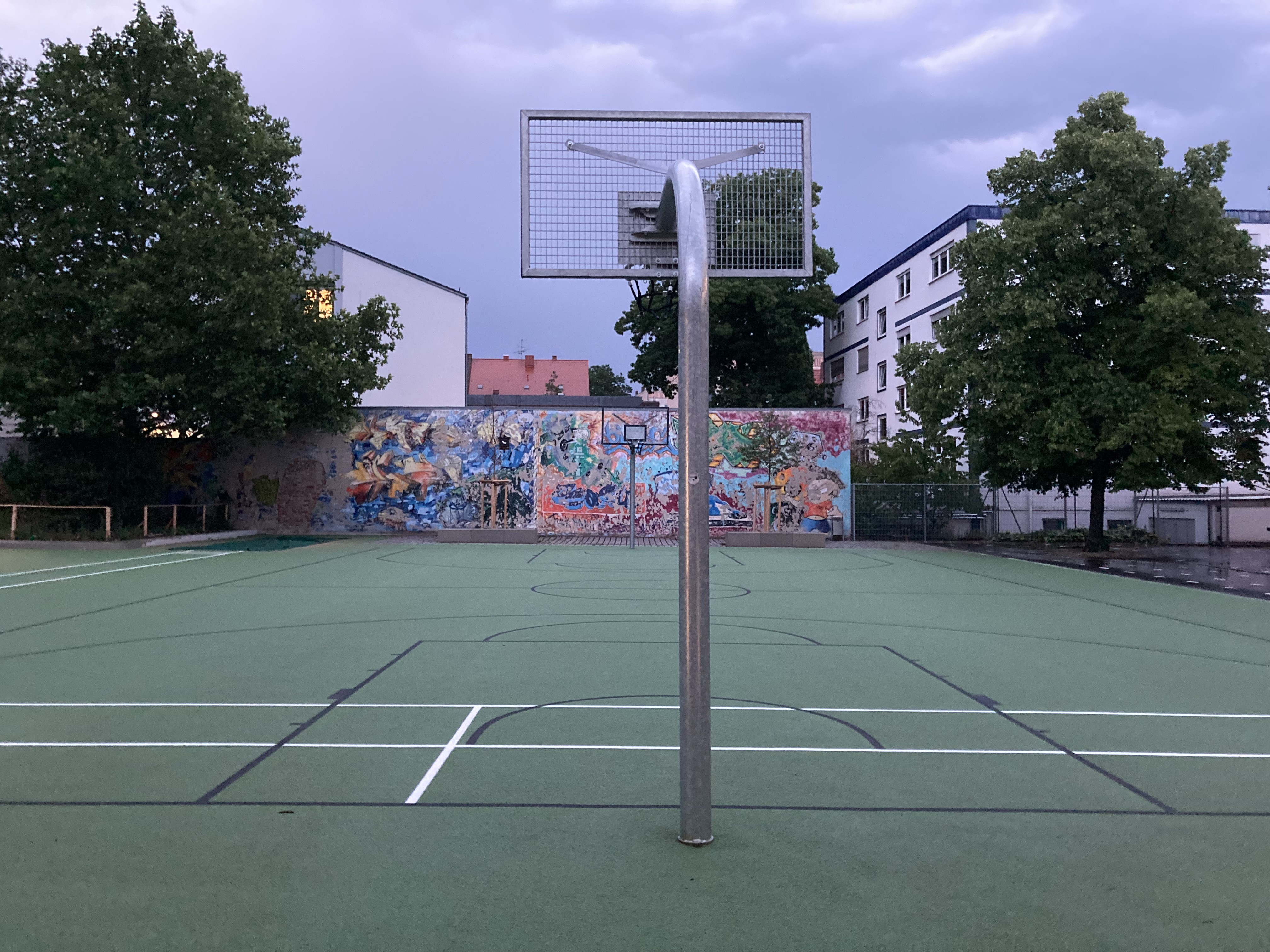
Basketballplatz

## Schulgebäude

### Lage und Vorgeschichte
Der am 24. April 1911 eröffnete Jugendstil-Altbau liegt im damaligen Stadtteil Gärten bei Wöhrd, heute in Wöhrd, auf dem Grundstück des ehemaligen Merkelschen Anwesen, das im Norden von der Sulzbacher Straße, im Westen von der Merkelsgasse und im Süden von der Nunnenbeckstraße eingegrenzt wird. Das Grundstück mitsamt der sich darauf befindenden barocken Gebäude und Gartenanlagen ging 1905 in das Eigentum der Stadt Nürnberg über, ehe es am 5. Oktober 1909 von einem Vertreter des Bayerischen Staates zum Bau eines neuen Gymnasiums für rund 280.000 Mark erworben wurde. Ungefähr 300 m entfernt liegt der Rathenauplatz, an dem die U-Bahnlinien 2 und 3, sowie die Straßenbahnlinie 8 und diverse Buslinien verkehren. In rund 100 m Nähe befindet sich auch die Straßenbahnhaltestelle Stresemannplatz, die ebenfalls von der Linie 8 bedient wird.

### Fassade
Die vom Bildhauer Max Heilmaier gestaltete Fassade des Gebäudes lässt sich in eine wehrhaft-trutzige Rustika im Erdgeschoss und in eine Putzfassade in den oberen Geschossen einteilen. In der Rustika finden sich Reliefköpfe sowohl der Dichter und Philosophen Goethe, Schiller, Homer und Sokrates, als auch der germanisch-antiken Helden Arminius und Cäsar sowie der Götter Wodan und Zeus.

#### Eingangsportal

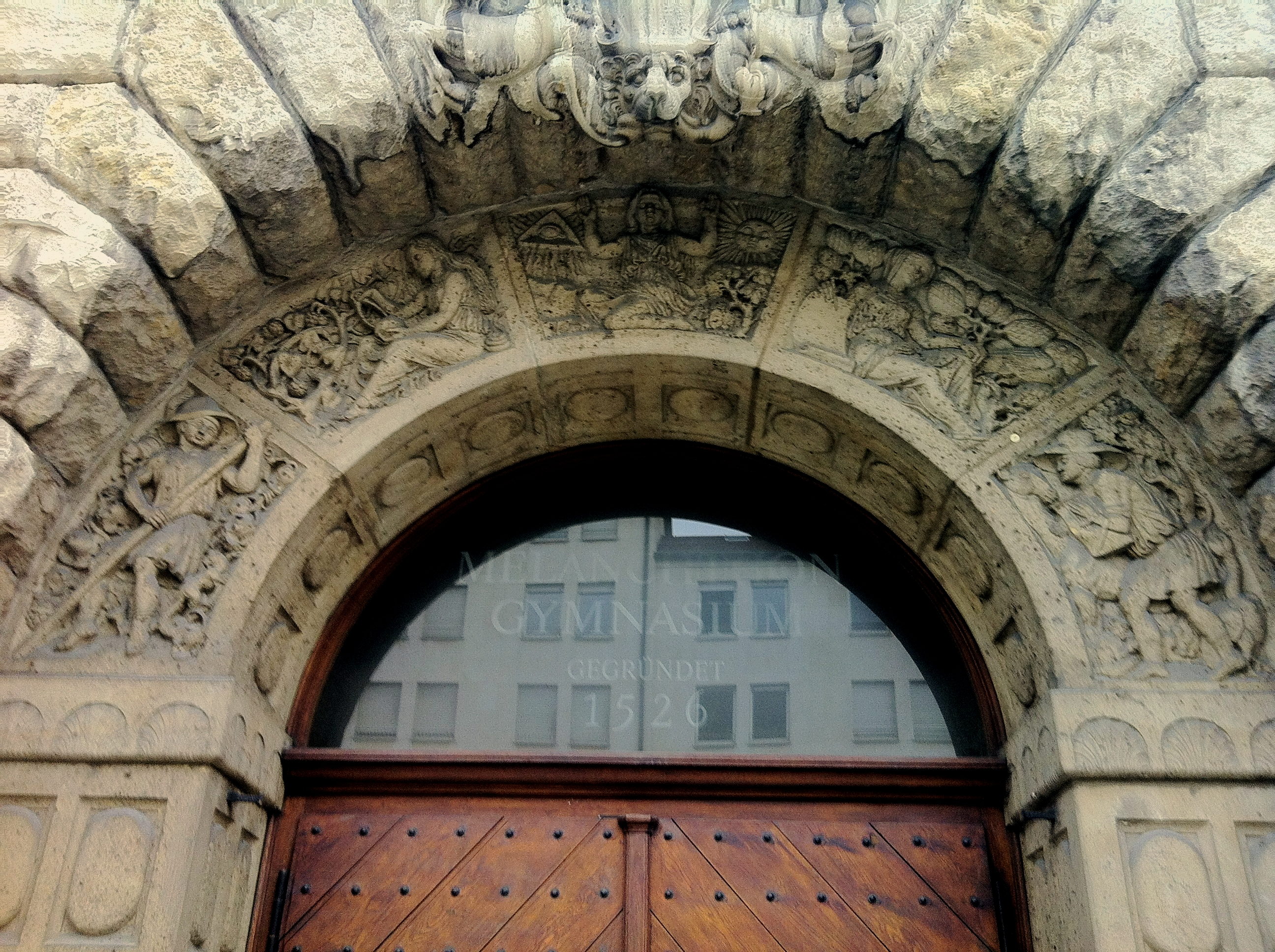
Das Eingangsportal an der Sulzbacher Straße mit Schriftzug MELANCHTHON GYMNASIUM GEGRÜNDET 1526 (Oktober 2013)

Im zurückversetzten Rahmen des Eingangsportals in der Rustika befinden sich zudem fünf Flachreliefs, die die fünf Hauptfächer Religion (in der Mitte), Alte Sprachen (rechts davon), Naturwissenschaften (links davon), Musik (rechts außen) und Turnen (links außen) symbolisieren.

#### Kapitolinische Wölfin

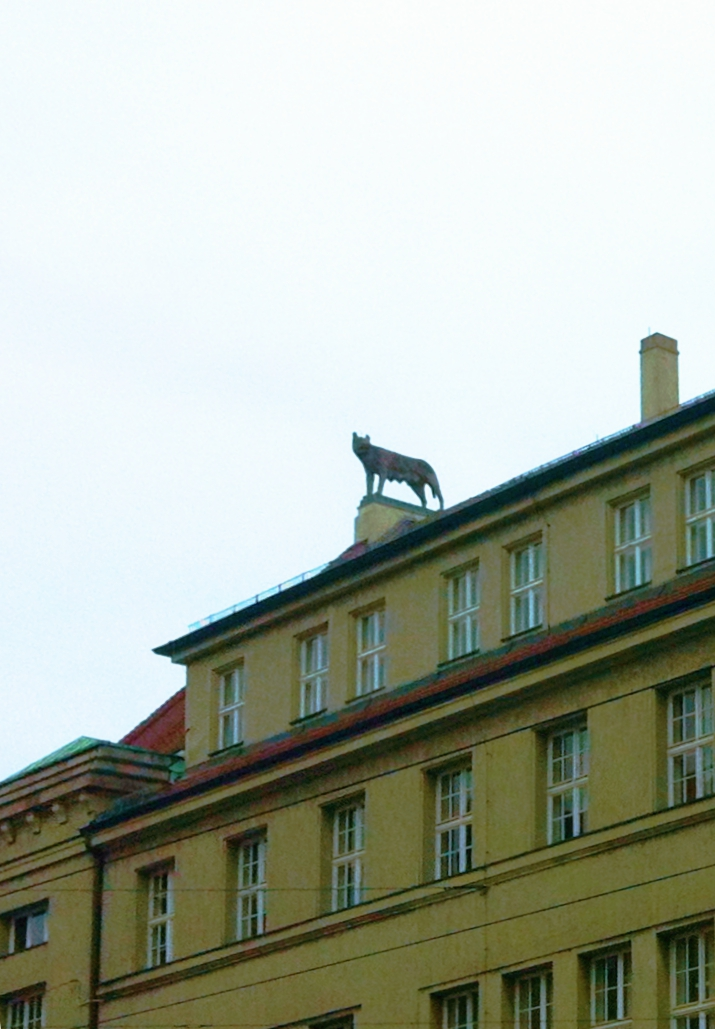
Die Kapitolinische Wölfin auf dem Schuldach

Als Symbol des humanistischen Gymnasiums ist auf dem Giebel an der Ostseite die Kapitolinische Wölfin angebracht. Sie steht auf einem kaminartigen Sockel und misst 1,50 m auf 2,20 m. Damit ist sie doppelt so groß wie ihr Original, das 75 cm hoch und 114 cm breit ist und wird klassischerweise ohne Romulus und Remus, die dem Original erst in der Renaissance beigefügt worden sind, dargestellt.

#### Observatorium
Der Jugendstil-Altbau an der Sulzbacher Straße verfügt über ein kleines Observatorium mit Kuppel, das jedoch derzeit aus Sicherheitsgründen nicht verwendet werden darf.

### Galerie

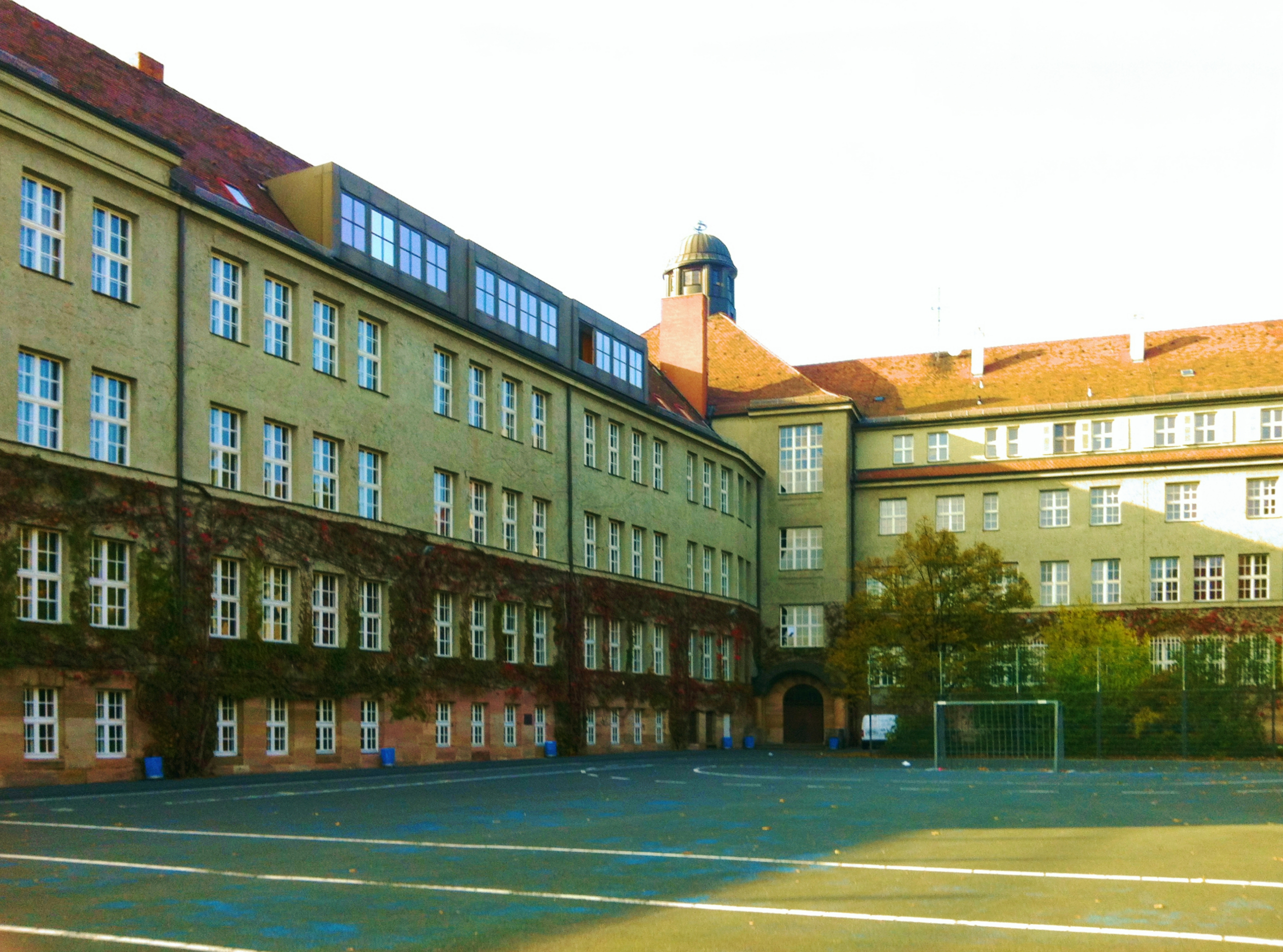
Der Schulhof im Oktober 2013 von Südwesten fotografiert
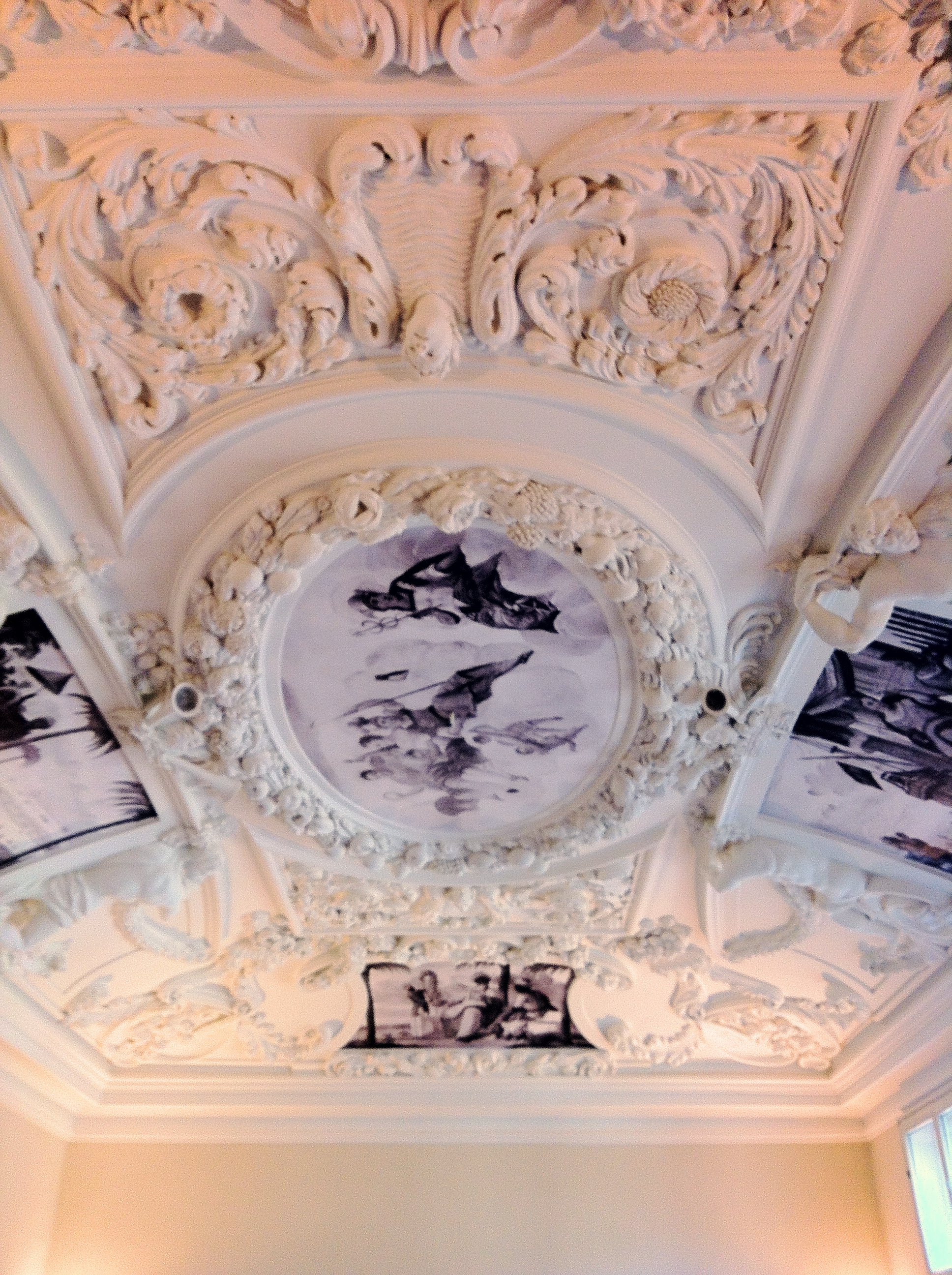
Die Decke der Aula im Oktober 2013 kurz nach ihrer Restaurierung
Das Schulgebäude in der Westansicht im November 2009

## Heutige Schule

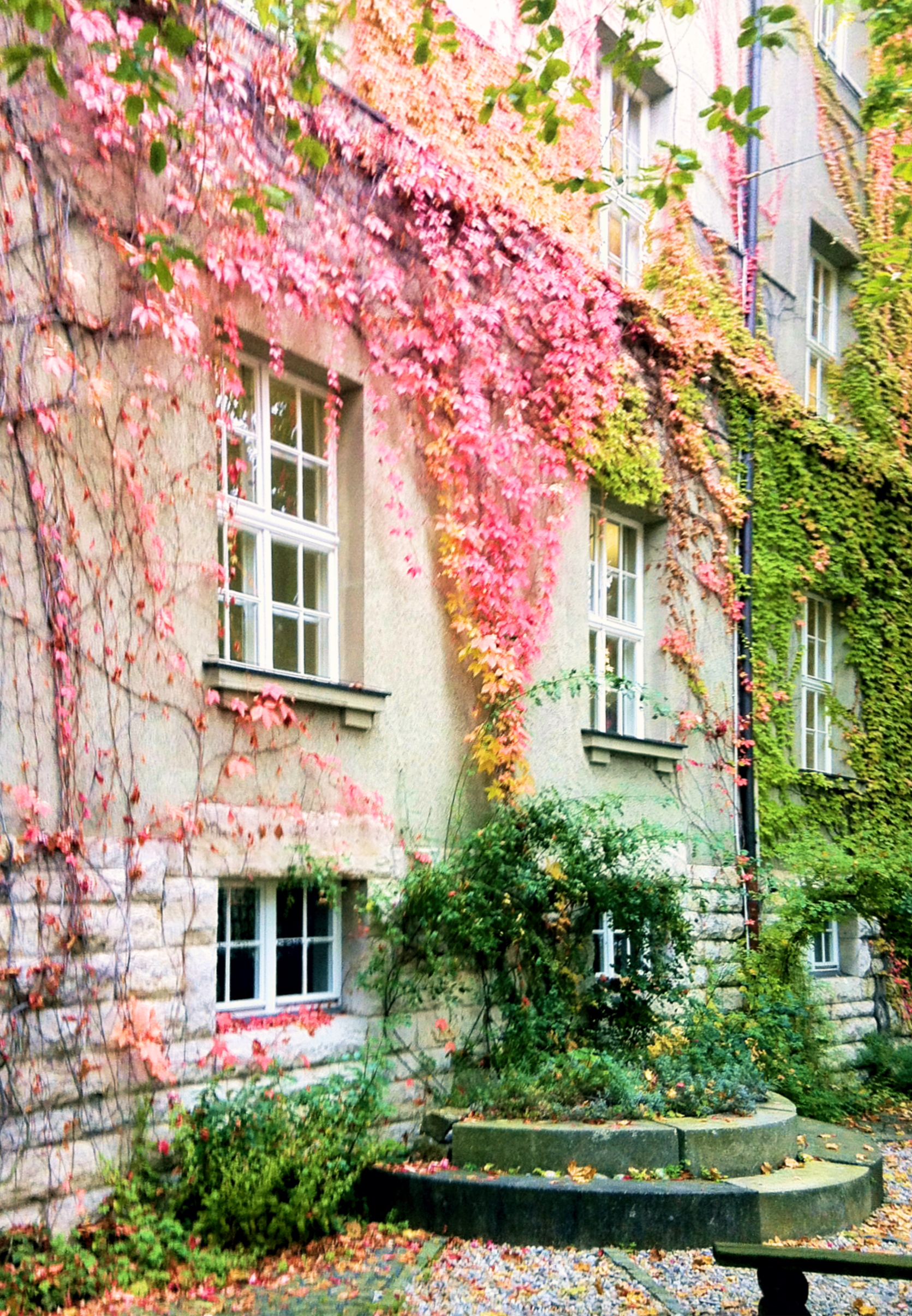
Der Schulgarten an der Merkelsgasse

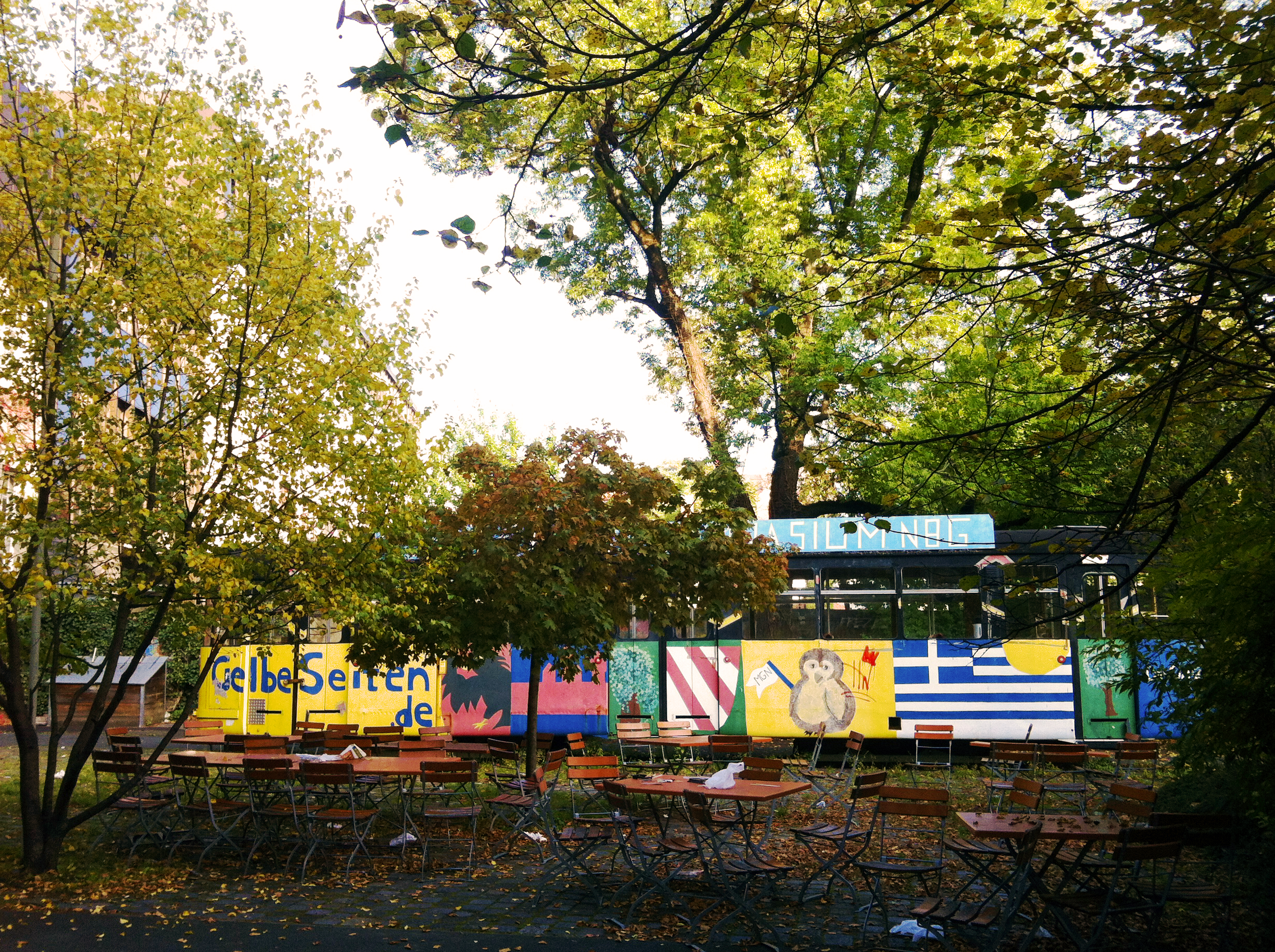
In einem ehemaligen Straßenbahnwagen der VAG Nürnberg wird von den Schülern ein Cafe betrieben. (Hier mit nicht mehr aktuellem Anstrich.)

### Ausbildungsschule
Das Melanchthon-Gymnasium ist eine von ungefähr 70 Seminarschulen in Bayern, der Lehramtsstudenten nach dem ersten Staatsexamen zugewiesen werden. Die halbjährige Ausbildung hierzu beginnt entweder im Februar zum Schulhalbjahr oder im September zu Schuljahresbeginn. Diese Praxis können angehende Lehrkräfte am Melanchthon-Gymnasium in den Fächern Deutsch, Englisch, Evangelische Religionslehre, Griechisch, Geschichte oder Latein erhalten. Jedes Fach wird hierbei durch die jeweilige Seminarlehrkraft vertreten, die die Ausbildung betreut. Des Weiteren erhalten die Referendare Unterricht in den allgemeinen Fächern Pädagogik, Psychologie, Schulrecht und Grundfragen staatsbürgerlicher Bildung. Das Referendariat endet nach zwei Jahren Praxiserfahrung und dem anschließenden zweiten Staatsexamen.

### Offene Ganztagsschule (OGS)
Seit dem Jahr 2009 bietet das Gymnasium in Zusammenarbeit mit dem Bezirksjugendwerk der Arbeiterwohlfahrt Ober- und Mittelfranken auch eine offene Ganztagsschule an. Nach Unterrichtschluss steht den Schülern somit Montag bis Donnerstag eine kostenfreie Betreuung zur Verfügung, die aus einer Hausaufgabenbetreuung durch ältere Schüler, Projektangeboten und offener Freizeitgestaltung besteht. Eine Sozialpädagogin und eine Erzieherin sollen hierbei für qualifizierte Betreuung sorgen und das selbstbestimmte Lernen fördern. Des Weiteren soll den Kindern beigebracht werden, Lern- und Übungsformen zu finden, die dem eigenen Lerntyp entsprechen, Pausen zu machen, um den eigenen Rhythmus fürs Lernen zu entdecken, die Konzentrationsfähigkeit zu verbessern und beim Lernen zu experimentieren und neugierig zu bleiben, sowie selbstständig und eigenverantwortlich zu arbeiten.

### Zentralbibliothek
Die Zentralbibliothek befindet sich im Erdgeschoss des Schulgebäudes und enthält eine Schulbibliothek sowie eine alte Gymnasialbibliothek. Erstere enthält ca. 10.000 Bände Sach-, Fach- und Jugendbücher, sowie eine Sammlung verschiedener CD-Roms und seit dem Jahr 2005 den Grundstock einer klassischen Filmbibliothek. Alle Medien sind über moderne Kataloge zugänglich und können (mit wenigen Ausnahmen) entliehen werden.
Die Alte Gymnasialbibliothek beherbergt einige sehr wertvolle Schriften aus dem Mittelalter – darunter auch Stundengebete aus dem Jahr 1471. Den Grundstock hierzu legte eine Stiftung des Sebald Welser von Büchern theologischen und altsprachlichen Inhalts aus dem Jahre 1581. Diesen erweiterten die Welser zunehmend und mit der Auflösung der Nürnberger Lateinschulen im 19. Jahrhundert, gingen deren Bestände ebenfalls in den Besitz der Bibliothek über. Im neuen Schulgebäude ab 1911 wurde der Bibliothek auch ein großzügiger Raum zugeteilt, 1989 durch die Zusammenlegung mit der Schulbibliothek erfolgte jedoch ein Umzug in die heutigen Räumlichkeiten, in denen sich im Moment ca. 10.000 Bände vorwiegend lateinischer und griechischer Autoren, sowie Sekundärliteratur, darunter auch einige Handschriften (3 Antiphonarien), 27 Inkunabeln, rund 530 Bände aus dem 16. und 17. Jahrhundert, die überwiegende Mehrheit aus dem 18. Jahrhundert und aus dem 19. Jahrhundert eine Jahresberichtssammlung deutscher Gymnasien befinden.

### Fächer
In den Fremdsprachen müssen sechs Jahre Latein, fünf Jahre Englisch sowie drei Jahre Griechisch belegt werden. Des Weiteren werden freiwillige Fächer wie z. B. Italienisch unterrichtet.

### Melanchthon-Preis
Der Melanchthon-Preis ist ein Preis, der seit 1995 an Schüler, „die sich weit über ihre unterrichtlichen Verpflichtungen hinaus am Melanchthon-Gymnasium für ihre Mitschülerinnen und Mitschüler engagieren“ verliehen wird und mit 250 € dotiert ist.

## Freunde des Melanchthon-Gymnasium e. V.
Der Verein der „Freunde des Melanchthon-Gymnasiums e. V.“ wurde am 9. Dezember 1976 gegründet und unterstützt seitdem die Schule bei ihren Bemühungen, das Schulleben positiver zu gestalten. Mittlerweile gehören dem Verein, der neben der Schule, auch Besuche von Vorträgen, Tagesexkursionen, Ausstellungsbesuche und Studienreisen finanziert, ca. 300 Mitglieder an. Absolventen der Schule, sowie aktive Schüler zahlen bis fünf Jahre nach ihrem Abschluss keine Beiträge.

### Melanchthon-Wettbewerb
Seit Oktober 2000 veranstaltet der Verein auch den Melanchthon-Wettbewerb, einen Kreativ- und Ideenwettbewerb für alle Schulen in der Region. Mit wechselnden Themen findet er jedes Jahr großen Anklang in der Region unter der Schirmherrschaft des Nürnberger Oberbürgermeisters. Die Jury setzt sich aus einem Vorstandsmitglied des Vereins „Freunde des Melanchthon Gymnasiums e. V.“ und fünf Persönlichkeiten des öffentlichen Lebens zusammen.

## Namen der Schule
Inoffiziell wurde schon seit Beginn des 20. Jahrhunderts der Name „Melanchthon-Gymnasium“ verwendet. Doch erst in der Zeit des Nationalsozialismus konnte die Schul-Lobby bei Kultusminister Hans Schemm den Namen „Melanchthon-Gymnasium“ durchsetzen.
- 1526 „Obere Schule“, „Hohe Schule“ oder „Patrizierschule“
- 1575 Nürnberger Landschule (in Altdorf bei Nürnberg)
- 1633 Gymnasium Aegidianum
- 1889 Königliches Altes Gymnasium Nürnberg
- Nach 1918 Altes Gymnasium Nürnberg
- 1933 Melanchthon-Gymnasium